# Día Internacional para la Eliminación de la Violencia Sexual en los Conflictos
El  Día Internacional para la Eliminación de la Violencia Sexual en los Conflictos es una jornada que se conmemora el 19 de junio desde 2015, establecida en ese mismo año por la  Asamblea General de las Naciones Unidas (AGNU).

## Proclamación
En junio de 2015, la AGNU proclamó el Día Internacional para la Eliminación de la Violencia Sexual en los Conflictos. El objetivo es concienciar sobre la necesidad de erradicar la violencia sexual en los conflictos, honrar a las víctimas y a los supervivientes, y rendir homenaje a quienes han luchado contra estos delitos.

## Celebración
Se celebra anualmente el 19 de junio. Esta fecha fue elegida para conmemorar la adopción de la resolución 1820 del Consejo de Seguridad el 19 de junio de 2008, que condena la violencia sexual como táctica de guerra y obstáculo para la paz. La primera celebración oficial tuvo lugar en 2015 y desde entonces se ha celebrado anualmente, con eventos que buscan aumentar la conciencia y la solidaridad con las víctimas.

## Temas
- 2016: Primera celebración[5]
- 2017: Prevenir los delitos de violencia sexual mediante la justicia y la prevención[6][7]
- 2018: Los sufrimientos y los derechos de los niños nacido de la guerra[8][9]
- 2020: Campaña #19J por un Mundo Libre de Violencia Sexual en los Conflictos Armados[10]
- 2021: La violencia sexual en los conflictos es una cruel táctica de guerra, tortura, terror y represión[11][nota 1]
- 2022: Mientras que la impunidad normaliza la violencia, la justicia refuerza las normas globales[12][13][nota 2]
- 2023: Acoso sexual y discurso de odio por motivos de género[14][15]